# Grant Hart
Grant Hart, właśc. Grantzberg Vernon Hart (ur. 18 marca 1961 w Saint Paul, zm. 14 września 2017 tamże) – amerykański perkusista, gitarzysta i wokalista.
Najbardziej znany z występów w punkowej/alternatywno-rockowej grupie Hüsker Dü, w której grał od 1979 do 1988. Był w niej jednym z głównych kompozytorów, m.in. „Pink Turns To Blue” czy „Never Talking to You Again”. Razem z grupą odniósł sukces komercyjny, gdy w 1985 zostali pierwszym alternatywnym zespołem w stajni Warner Bros. Od 1989 roku działał solowo i wydał jedną płytę z zespołem Nova Mob.
Był biseksualistą. Cierpiał na uzależnienie od narkotyków. Zmarł 14 września 2017 wskutek nowotworu.

## Dyskografia
- 1988 – 2541 [EP]
- 1989 – Intolerance
- 1990 – All of My Senses [EP]
- 1996 – Ecce Homo [live]
- 1999 – Good News for Modern Man
- 2009 – Hot Wax
- 2010 – Oeuvrevue [kokoelma]
- 2013 – The Argument